# Letiště Tampa
Tampa International Airport (IATA: TPA, ICAO: KTPA, FAA LID: TPA) je mezinárodní letiště, které leží 9,7 km západně od města Tampa v Hillsborough County na Floridě v USA. Vlastníkem letiště je Hillsborough County Aviation Authority (HCAA). Do roku 1952 neslo název Drew Field Municipal Airport.
Letiště využívá více než dvacet hlavních leteckých dopravců, čtyři regionální letecké společnosti a tři nákladní dopravci. Tři z regionálních leteckých společností operují pod hlavičkou hlavních leteckých dopravců, zatímco čtvrtá společnost Silver Airways je nezávislá a pro své operace využívá mezinárodní letiště Tampa jako uzlové letiště. Společnost Southwest Airlines se na letiště v Tampě zaměřuje, nese největší podíl cestujících na letišti a provozuje až 121 letů za den.
V blízkosti se nacházejí ještě další letiště jako St. Petersburg-Clearwater International Airport, Sarasota–Bradenton International Airport, Peter O. Knight Airport - hlavní letiště pro Tampu v letech 1935-45 a MacDillova letecká základna.